# Hrabstwo Dodge (Georgia)

Piramida wieku hrabstwa

Hrabstwo Dodge (ang. Dodge County) – hrabstwo w stanie Georgia w Stanach Zjednoczonych. Jego siedzibą administracyjną jest Eastman.
Hrabstwo należy do nielicznych hrabstw w Stanach Zjednoczonych należących do tzw. dry county, czyli hrabstw gdzie decyzją lokalnych władz obowiązuje całkowita prohibicja.

## Geografia
Według spisu z 2000 roku obszar całkowity hrabstwa obejmuje powierzchnię 503,17 mil² (1303,2 km²), z czego 500,29 mil² (1295,75 km²) stanowią lądy, a 2,88 mil² (7,46 km²) stanowią wody. 

### Miejscowości
- Chauncey
- Chester
- Eastman
- Milan
- Rhine

### Sąsiednie hrabstwa
- Hrabstwo Laurens (północny wschód)
- Hrabstwo Wheeler (wschód)
- Hrabstwo Telfair (południowy wschód)
- Hrabstwo Wilcox (zachód)
- Hrabstwo Pulaski (zachód)
- Hrabstwo Bleckley (północny zachód)

## Demografia
Według spisu w 2020 roku hrabstwo Dodge liczy 19,9 tys. mieszkańców, co oznacza spadek o 8,6% od poprzedniego spisu z roku 2010. 64% populacji stanowią osoby białe nielatynoskie, 30,3% to Afroamerykanie lub czarnoskórzy i 4,1% to Latynosi.

## Religia
W 2020 roku większość mieszkańców to ewangelikalni protestanci. Inne religie, to: świadkowie Jehowy (1,2%) i katolicy (0,75%).

## Polityka
Hrabstwo jest silnie republikańskie, gdzie w wyborach prezydenckich w 2020 roku, Donald Trump wygrał z Joe Bidenem stosunkiem głosów 72,4% do 26,9%.